# Nayin
Die Nayin ist eine Armbrust des westafrikanischen Volkes der Pangwe, die zur Sprachfamilie der Fang gehören und auf den heutigen Gebieten von Äquatorialguinea, Gabun und Kamerun leben. Die Eigenbezeichnung der Pangwe für die Armbrust ist mban.
Die Armbrust ist auch in anderen westafrikanischen Völkern bekannt so bei den Yoruba, Mandinka und einigen Anderen aus der Bucht von Benin sowie aus dem Norden des Kamerun. Die westafrikanische Armbrust hat einen charakteristischen gespaltenen Schaft wie sie auch skandinavische Armbrüste haben. Es wird angenommen, dass europäische Händler im Spätmittelalter diesen Armbrusttyp in die Bucht von Benin brachten wo dieser kopiert wurde.

## Beschreibung
Die Nayin besteht aus Holz. Der Schaft ist vorn breiter, etwa in der Form eines Entenkopfes. Ein quer durchgehender quadratischer Ausschnitt dient als Halterung für den Bogen, der mit einem Zapfen fixiert ist. Am Ende ist der Schaft dünner und gespalten. Der untere Teil des gespaltenen Schaftes ist sehr dünn gearbeitet, und nur noch an einem kleinen Stück mit dem Schaft verbunden. Es gibt zwei Arten: bei der einen ist das untere Blatt aus dem oberen Holz nur gespalten, bei der anderen wird das untere Teil lediglich am oberen befestigt. Im oberen Teil ist eine Aussparung gearbeitet, die die Sehne aufnehmen kann und diese festhält.
Zum Spannen werden beide Füße auf den Bogen gesetzt und die Bogensehne mit beiden Händen zum Schloss gezogen, bis diese einrastet. Alternativ wird der Schaft unter die Achsel geklemmt, das Knie gegen den Bogen gestemmt und die Sehne mit den Händen in die Kerbe gezogen, wobei der Zapfen und das untere Blatt etwas nach unten gedrückt werden.
Zum Abschuss wird der dünnere Teil des Schaftes nach oben gepresst, man drückt die beiden Schaftblätter hinten zusammen. Auf dem dünneren Teil ist ein Zapfen angebracht, der die Sehne aus der Nocke drückt und somit den Schuss auslöst.
Es gibt zwei verschiedene Pfeilarten für die Nayin. Die erste Version ist etwa 60 cm lang, hat eiserne Spitzen und wird für größeres Wild benutzt. Die zweite Version, ebe genannt, besteht aus dünn geschnitzter Raphiablattstielrinde und ist etwa 30 cm lang. Da sie keine eisernen Spitzen besitzen, sind sie so leicht, dass sie vom Schaft der Armbrust durch den Wind heruntergeweht werden könnten. Um dies zu vermeiden, ist der Schaft im Bereich der Pfeilauflage mit Bienenwachs oder Gummiartigem bestrichen. Im unteren Schaftbereich ist eine Höhlung angebracht, in der ein Vorrat an diesem Gummi aufbewahrt wird. Beim Gebrauch wird eine gewisse Menge auf eine kleine Stelle auf der Pfeilauflage aufgebracht und der Pfeil darauf aufgelegt. Die ebe-Pfeilspitzen werden in der Regel mit Gift bestrichen.
Für den Schaft wird Holz aus der Familie der Annonengewächse (Annonaceae) wie Meiocarpidium, Xylopia und Hexalobus verwendet. Für den Bogen wird das stärkere Holz aus den Familien der Icacinaceae, Seifenbaumgewächse (Sapindaceae), der Rinorea, Rubiaceae, Randia und Trichoscypha genommen. Die kurzen Pfeile (Fang: ebe) werden aus der Blattstielrinde der Raphia gefertigt. Sie sind am unteren Ende gespalten, so dass ein dreieckiges Blattstück als Flugsicherung eingeklemmt werden kann.
Das Pfeilgift wird aus zu einer Paste zermahlenen Samen von Strophanthus gewonnen, Tessmann vermutet aus der Strophanthus kombé, wobei zirka 250 µg je kg Körpergewicht anzusetzen sind. Mit der Armbrust werden Meerkatzen, Eichhörnchen und kleinere Vögel gejagt. Trotz ihrer Wirksamkeit wurden Armbrüste nicht als Kriegswaffe eingesetzt. Die Armbrüste weisen oft eine geschnitzte geometrische Verzierung auf.